# Abd al-Rahmān al-Sūfi
‘Abd al-Rahmān al-Ṣūfi (in persiano ﻋﺒﺪ ﺍﻟﺮﺣﻤﺎﻥ ﺍﻟﺼﻮﻓﻲ‎, conosciuto in Occidente come Azophi; Rayy, 8 dicembre 903 – Shiraz, 25 maggio 986) è stato un astronomo persiano.

## Biografia
Lavorò come astronomo di corte dell'Emiro buwayhide ʿAḍud al-Dawla a Isfahan e per lui realizzò un planisfero celeste in argento che finì più tardi nel Gran Palazzo degli Imam fatimidi al Cairo.
È accreditato come il primo ad aver catalogato la Galassia di Andromeda, appena visibile ad occhio nudo, descrivendola come una "piccola nube", pur senza riconoscerne la vera natura.
È autore nel 964 di un importante trattato sulle cosiddette "stelle fisse" (il Ṣuwar al-kawākib al-thābita, ovvero "Descrizioni delle stelle fisse"), in accordo con gli studi astronomici sviluppati dopo Claudio Tolomeo.
Gli è stato dedicato un cratere lunare di 47 km di diametro e un asteroide, 12621 Alsufi .